# Hinrich Freese (Schiff)
Die Hinrich Freese war ein deutscher Seitentrawler, der im Zweiten Weltkrieg von der Kriegsmarine als Wetterbeobachtungsschiff eingesetzt wurde und dabei verloren ging.

## Bau
Das Schiff lief im November 1930 im Werk Seebeck der Deschimag in Wesermünde vom Stapel und wurde am 9. Dezember 1930 an seinen Eigner, die Hanseatische Hochseefischerei AG in Bremerhaven, ausgeliefert. Es war 44,5 m lang und 7,7 m breit, hatte 3,8 m Tiefgang und war mit 384 BRT vermessen. Sein Heimathafen war Bremerhaven, sein Fischereikennzeichen BX 215.

## Kriegsmarinedienst
Mit dem nach Kriegsbeginn rasch anwachsenden Bedarf der Kriegsmarine an hochseetüchtigen, kleinen Schiffen wurde das Schiff 1940 requiriert und nach entsprechendem Umbau am 1. März 1940 als Wetterbeobachtungsschiff mit der Bezeichnung WBS 4 in Dienst gestellt. Die Besatzung bestand aus 19 Mann sowie einem fünfköpfigen Trupp meteorologischen Fachpersonals. WBS 4 wurde dem Marinegruppenkommando West (MGK West) zugeteilt. Seine erste Einsatzfahrt begann am 20. März in Wilhelmshaven und führte in das sogenannte „Operationsgebiet 2“ nördlich von Island, wo es gemeinsam mit den ebenfalls entlang der geplanten Fahrtstrecke positionierten Wetterbeobachtungsschiffen Fritz Homann (WBS 3) und Adolf Vinnen (WBS 5) den Ausbruch des Hilfskreuzers Atlantis durch die Dänemarkstraße in den Nordatlantik mit Wetterinformationen unterstützen sollte. Die Wettermeldungen begannen am 30. März. Nach Abschluss dieser Aktion lief die Hinrich Freese an die norwegische Küste, um Anfang April unmittelbar vor und während der deutschen Invasion Norwegens als Fischdampfer getarnt den Schiffsverkehr vor Bergen nach Deutschland zu melden. Nach etwa 25 Tagen auf See kehrte die Hinrich Freese Mitte April nach Wilhelmshaven zurück.
Am 24. Mai 1940 fuhr das Schiff von Trondheim aus erneut in das Seegebiet nördlich von Island, um dort die Adolf Vinnen abzulösen. Im Wechsel mit anderen Wetterbeobachtungsschiffen führte es in den Folgemonaten regelmäßig Wetterbeobachtungsdienst nordöstlich von Island durch.
Mit der Schaffung des Marinegruppenkommandos Nord und dem gleichzeitigen Wechsel der Befehlsführung in der Nordsee vom MGK West an das MGK Nord im August 1940 unterstand die Hinrich Freese nunmehr dem MGK Nord. Am 18. August verließ sie Bergen und ging in das Operationsgebiet 3 nördlich von Jan Mayen, um dort – wiederum die Adolf Vinnen ablösend – die Operationen der beiden Schweren Kreuzer Admiral Scheer und Admiral Hipper mit Wettermeldungen zu unterstützen. Dort blieb sie bis zum 13. September, ehe sie schließlich nach 30-tägigem Einsatz in Trondheim eintraf.
Im Oktober–November 1940 war sie gemeinsam mit der Fritz Homann an dem Versuch beteiligt, in der Maria-Musch-Bucht oder der Rakved-Bucht auf Jan Mayen einen Stützpunkt für deutsche Wasserflugzeuge einzurichten, die von dort mit Aufklärungs- und Wetterbeobachtungsflügen den Durchbruch des Schweren Kreuzers Admiral Scheer durch die Dänemarkstraße in den Atlantik sichern und unterstützen sollten. Dazu lief die Hinrich Freese bereits am 19. Oktober, beladen mit Versorgungsgütern und Flugzeugtreibstoff, aus Trondheim aus und erreichte Jan Mayen am 22. Oktober. Da sich die Ankunft der beiden für das Unternehmen vorgesehenen He-115-Wasserflugzeuge der Küstenfliegergruppe 506 jedoch um mehrere Tage verzögerte, wurde sie zunächst erneut in die Gegend nördlich von Island beordert, um Wettermeldungen von dort zu senden. Erst zwei Tage später kehrte sie nach Jan Mayen zurück, um die Ankunft der Fritz Homann und der Küstenflieger zu erwarten. Die Fritz Homann, ebenfalls mit Ausrüstung und Material beladen, verließ Trondheim am 25. Oktober und erreichte Jan Mayen am 28. Oktober. Die beiden He 115 erschienen am folgenden Tag, aber eine der beiden ging in dem schweren Wetter bereits bei der Landung zu Bruch, die andere wurde während der Nacht, in der Maria-Musch-Bucht vor Anker liegend, von einem schweren Sturm irreparabel beschädigt. Daraufhin wurde das Unternehmen abgebrochen. Die Hinrich Freese fuhr mit den Besatzungen der beiden havarierten Flugzeuge am 30. Oktober nach Trondheim zurück, wo sie am 5. November eintraf, während die Fritz Homann noch am gleichen Tag in das Seegebiet nordöstlich von Island beordert wurde, um dort das Wetter für die Admiral Scheer zu beobachten und melden.

## Versenkung

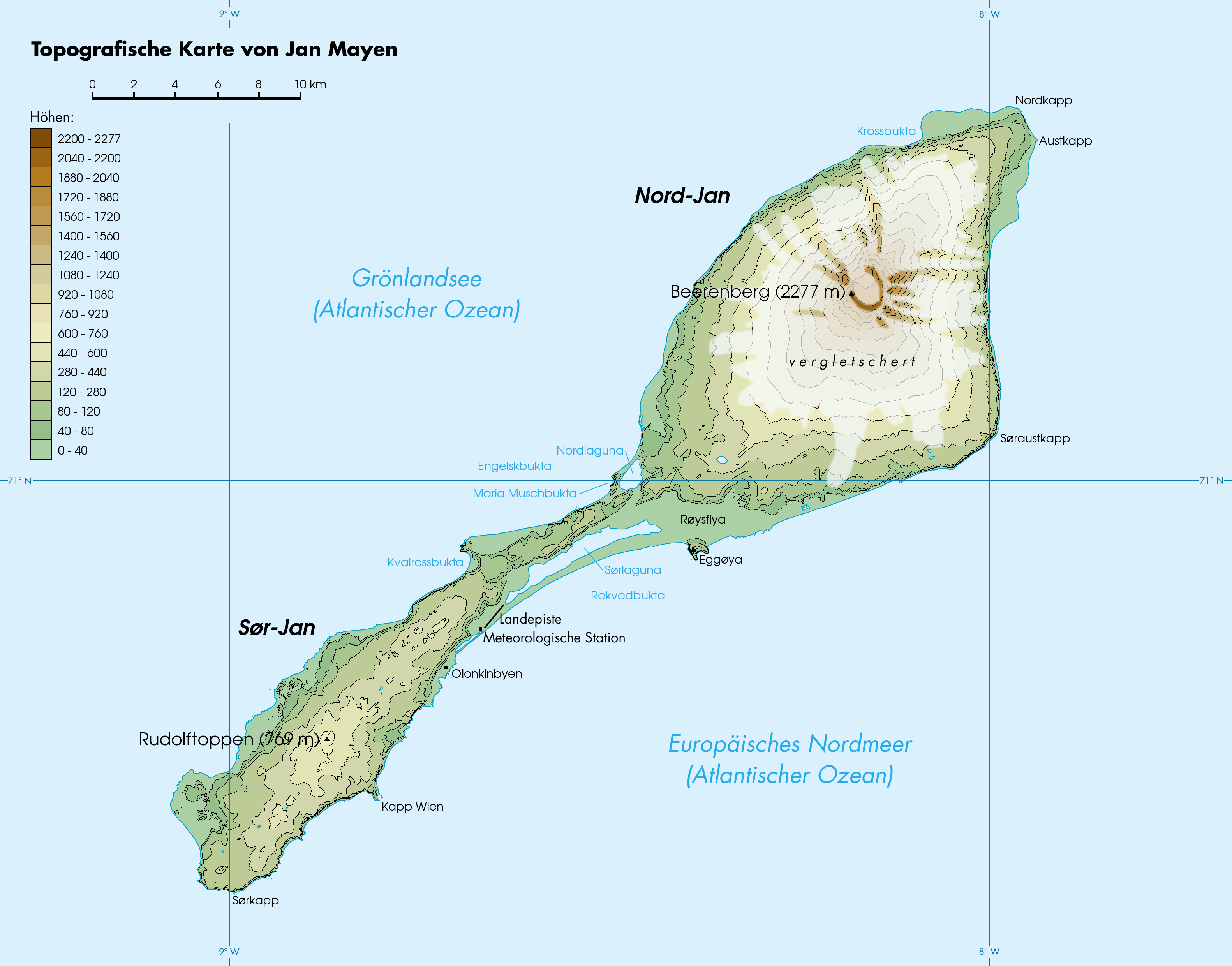
Topografische Karte von Jan Mayen

Am 12. November 1940 lief die Hinrich Freese unter Leutnant zur See (Sonderführer) Wilhelm Kracke aus Trondheim aus, um auf Jan Mayen einen vierköpfigen Wettertrupp und fünf Mann eines Abwehr-Trupps an Land zu setzen. Die Insel wurde am 16. November erreicht, und die Hinrich Freese näherte sich vorsichtig der Küste in der Jameson-Bucht, östlich der Halbinsel Eggøya, wo bis kurz zuvor die später als Eldstemetten bezeichnete norwegische Wetter- und Küstenfunkstation bestanden hatte. Dabei wurde sie von Einheiten der Royal Navy entdeckt. Man hatte in London mit dem Versuch einer deutschen Landung gerechnet.
Der Leichte Kreuzer Naiad nahm mit hoher Fahrt die Verfolgung der Hinrich Freese auf, die nach Nordosten um das Südostkap (Søraustkapp) der Insel zu entkommen versuchte und sich dann dort angesichts der Aussichtslosigkeit ihrer Lage auf dem felsigen Ufer auf der ungefähren Position 71° 0′ 25,2″ N, 8° 2′ 24″ W auf Grund setzte. Bei dem anschließenden Versuch, das Ufer zu erreichen, ertranken zwei Mann. Die an Land gelangten 22 Überlebenden, fünf Offiziere und 17 Mann, wurden von den britischen Marinetrawlern Wistaria und Elm gerettet und auf die Naiad übergeben, mit der sie am 18. November in Scapa Flow eintrafen. Die zivile Besatzung der Hinrich Freese (13 Mann) wurde in ein Internierungslager gebracht, die Wehrmachtsangehörigen in ein Kriegsgefangenenlager in England, später in Kanada.